# Leslie Grantham
Leslie Michael Grantham (Camberwell, 30 de abril de 1947 – 15 de junho de 2018) foi um ator inglês. 

## Carreira
Mais conhecido por seu papel como "Sujo" Den Watts na BBC série EastEnders. Serviu durante dez anos para o assassinato de um alemão Ocidental, motorista de táxi, e significativa cobertura da imprensa resultou de um online escândalo sexual em 2004.

## Morte
Leslie morreu na madrugada de 15 de junho de 2018, aos 71 anos.

## Filmografia
- Silenciados: Georgi Markov e o Guarda-chuva de Assassinato (2013) – o Narrador (versão em inglês)
- O Inglês, Vizinho (2011) – João
- O projeto de lei (2007) – Jimmy Collins (1 episódio)
- Charlie (2004) – Richard Waldeck
- De pulsação (2002) – George Leste (1 episódio)
- O Trecho (2000) – Terry Greene
- Bernard Relógio (1999) – O Chocalho (Série 3; Episódio 13)
- O projeto de lei (1998) – Jimmy Smith (4 episódios)
- Fort Boyard (1998-2001) – Boyard
- Wycliffe recurso de comprimento episódio: Dança do Scorpions (1997) – Patrick Durno
- The Uninvited (1997) – Filipe Portões
- 99-1 Série 1 & 2 (1994-95) – Mick Raynor
- Os Detetives (1993) – Danny Kane (1 episódio)
- Cluedo (1993) – o Coronel Mostarda (6 episódios)
- A trama!  (1992) – Senhor Flint (1 episódio)
- O Grove Família (1991) – Bob Grove (1 episódio)
- O Paradise Club (1989-1990) – Danny Kane
- Vencedores e Perdedores (1989) – Eddie Burt (3 episódios)
- Infelizmente Smith & Jones (1986) – (1 episódio)
- EastEnders (1985-89, 2003-05) – "Sujo" Den Watts (562 episódios)
- Idiotas a partir do Espaço Exterior (1985) – auto-estrada polícia
- Dramarama (1984) – Mo pai (1 episódio)
- A Jóia da Coroa (1984) – sinais de sargento
- Doctor Who: Ressurreição dos Daleks (1984) – Kiston (2 episódios)